# Bem intermediário
Bens intermediários são bens manufaturados ou matérias-primas empregados na produção de outros bens intermediários ou de produtos finais.  Destinam-se, portanto,  a ser reincorporados a outros bens ou são destruídos, ao serem utilizados para produzir outros bens. Entre os bens intermediários, incluem-se  produtos minerais, produtos metalúrgicos, têxteis, papel e celulose, produtos químicos, borracha, plásticos, componentes elétricos e eletrônicos.